# San Fermo della Battaglia
San Fermo della Battaglia – miejscowość i gmina we Włoszech, w regionie Lombardia, w prowincji Como.
Według danych na rok 2004 gminę zamieszkiwało 4186 osób, 1395,3 os./km².
1 stycznia 2017 gmina została zlikwidowana.